# 売渡担保
売渡担保（うりわたしたんぽ）とは、日本の民法典に規定のない担保の一つ。
担保の目的物を債権者（目的物の買主）へ売り渡し、一定期間内に代金を返済すれば、債務者（目的物の売主）はこれの返還を受けられる。売渡の時点で、一度、両者の債権関係が消滅する点が売渡担保の特徴である。法的には、元の契約の解除（買戻）または再売買の一方の予約として構成される。経済的効果は譲渡担保と同様であり、そちらの方が合理的で、多く用いられている。